# Farol da Ponta do Sol (Santo Antão)
Der Farol da Ponta do Sol (en.: Ponta do Sol Lighthouse) ist ein Leuchtturm an der Nordspitze der Insel Santo Antão im Nordwesten des atlantischen Inselstaates Kap Verde. Der Leuchtturm steht an der Spitze der Landzunge Ponta do Sol im gleichnamigen Ortsteil Ponta do Sol. Vom Ort getrennt ist er durch die Landebahn des ehemaligen Flughafens von Santo Antão.

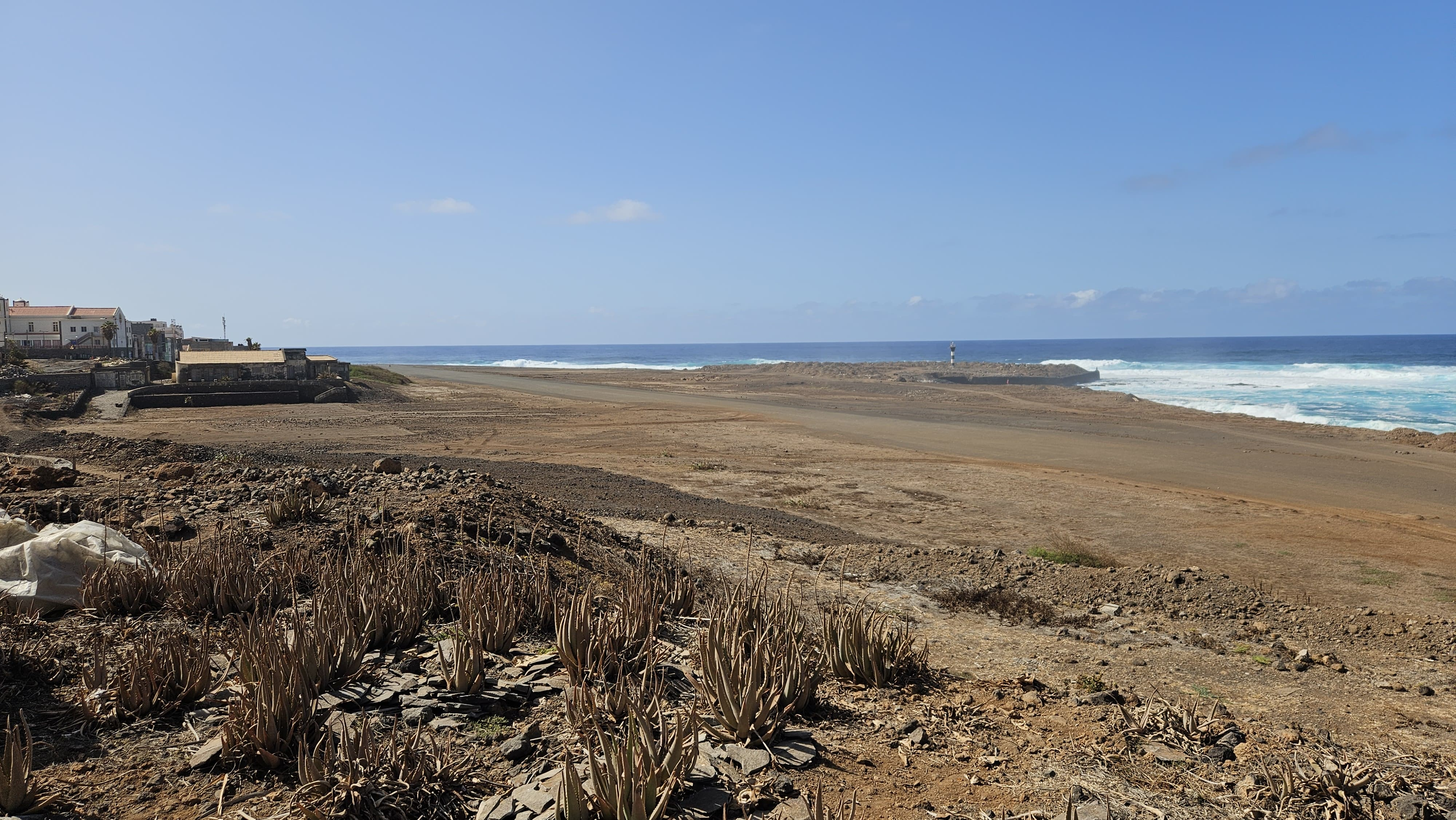
Ort Ponta do Sol, ehemalige Landebahn und Leuchtturm

## Architektur
Das Leuchtfeuer ist auf einem Metallturm angebracht. Die Konstruktion ist mit weißen und schwarzen Bändern gestrichen.